# アラン・ジレッティ
アラン・ジレッティ（Alain Giletti、1939年9月11日- ・ブール＝カン＝ブレス ）は、フランス出身の男性フィギュアスケート選手（男子シングル・ペア）。パートナーはミシェル・アラール。
1952年オスロオリンピック、1956年コルティナダンペッツォオリンピック、1960年スコーバレーオリンピック男子シングルフランス代表。1960年世界フィギュアスケート選手権優勝。

## 経歴
1951年より61年までフランスフィギュアスケート選手権で7連覇を含む10度の優勝。
12歳でオスロオリンピック代表となる（この大会の最年少出場者、現在に至るまでフランスの五輪チームの最年少記録でもある）。13歳で欧州選手権メダリスト、14歳で世界選手権メダリストとなる（最年少記録）。
1955年、1956年、1957年、1960年、1961年ヨーロッパフィギュアスケート選手権 優勝。1960年世界フィギュアスケート選手権優勝。この優勝により兵役を免除となる（アルジェリア戦争へ派兵される予定だった）。
2連覇をかけて臨んだ1961年世界選手権がサベナ航空548便墜落事故の影響により中止となったことをきっかけにアマチュア引退。プロに転向し、華々しい成功を収めた後、コーチに転進。著名な教え子にはスルヤ・ボナリーがいる。

## 主な戦績

### 男子シングル
| 大会/年        | 50-51 | 51-52 | 52-53 | 53-54 | 54-55 | 55-56 | 56-57 | 57-58 | 58-59 | 59-60 | 60-61 |
| -------------- | ----- | ----- | ----- | ----- | ----- | ----- | ----- | ----- | ----- | ----- | ----- |
| オリンピック   |       | 7     |       |       |       | 4     |       |       |       | 4     |       |
| 世界選手権     |       | 8     | 5     | 3     | 4     |       | 4     | 3     | 4     | 1     |       |
| 欧州選手権     |       | 4     | 2     | 2     | 1     | 1     | 1     | 2     | 2     | 1     | 1     |
| フランス選手権 | 1     | 1     | 1     | 1     | 1     | 1     | 1     | 2     | 1     | 1     | 1     |

### ペア
| 大会/年        | 1955-56 |
| -------------- | ------- |
| フランス選手権 | 1       |